# كيم مين-هو (لاعب كرة قدم)
كيم مين-هو (هانغل: 김민호) هو لاعب كرة قدم كوري جنوبي في مركز الوسط، ولد في 13 مايو 1985 في كوريا الجنوبية. لعب مع نادي سونغنام.

## وصلات خارجية
- كيم مين-هو (لاعب كرة قدم) على موقع قاعدة بيانات كرة القدم.إي يو (الإنجليزية)
- كيم مين-هو (لاعب كرة قدم) على موقع Soccerway.com (الإنجليزية)